# Mohawks et les Peuples d'en haut
 (juin 2015).
Si vous disposez d'ouvrages ou d'articles de référence ou si vous connaissez des sites web de qualité traitant du thème abordé ici, merci de compléter l'article en donnant les références utiles à sa vérifiabilité et en les liant à la section « Notes et références ».

Mohawks et le Peuple d'en haut est le 1er tome du roman de Nicolas Vanier Le Grand Voyage publié en 2011. Il se déroule [Où ?] [Quand ?].
Le tome suivant, La Quête de Mohawks, a été publié en 2012.

## Résumé
L'indien nahanni Mohawks est chargé par son arrière-grand-père Raian de faire le Grand Voyage reliant les terres d'en haut en 50 lunes pour réunifier le peuple original des grands lacs. Il lui donne une peau avec la carte. Le voyageur précédent[pas clair] lui remet une statuette pour qu'il soit reconnu. Mohawks part en pirogue et suit les étoiles. Les Sisjos lui apprennent à monter à cheval et lui donnent Unik[Qui ?] et le malamute Torok. Il fait un radeau pour le grand fleuve, laisse Unik et emmène aussi la chienne Niania. Une tempête détruit son radeau et il est ramené chez les saskas. Il repart sur le grand lac avec Tanit[Qui ?] et sa pirogue. Nit[Qui ?] l'abandonne de l'autre coté. Niania a 7 chiots. Un inuit apprend le traineau à Mohawks et ses chiens. Il traverse la mer gelée et y pêche. Au village sacré d'Ytyk, il découvre Ramuk, fils de Raian dont il lui donne le couteau. Seuls les villages pouvant donner des poissons aux chiens en ont[pas clair]. Il s'éprend de Naitma[Qui ?]. Le chaman lui donne une statuette. Reparti, il tue le chien le plus faible pour nourrir les autres et lui. Un autre meurt et les nourrit aussi. Il est sauvé par Gouiev, évène éleveur de rennes, et s'éprend de sa fille Sassi. Gouiev lui offre 2 rennes.